# أكاديمية شرطة

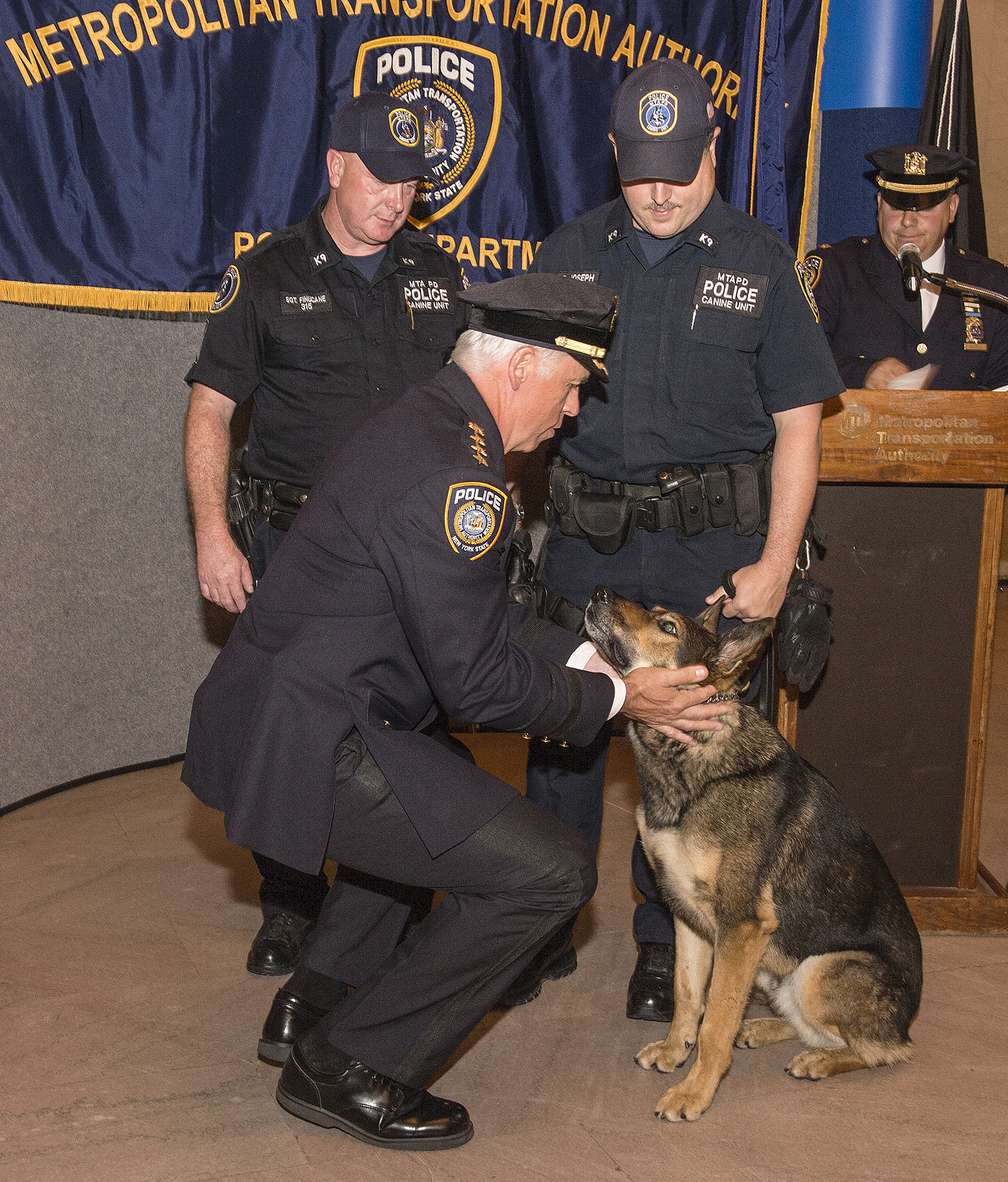
الانتهاء من تدريب الكلاب البوليسية،2014

أكاديمية شرطة. هي مدرسة تدريب مجندي الشرطة الجدد، تُعرف أيضا باسم أكاديمية تطبيق القانون. أحيانا تعرف ككليات أو جامعات. لديهم جميعا تحريات مختلفة، اختبارات، والمتطلبات البدنية والمتطلبات الطبية والتدريب القانوني، مهارات القيادة، معدات التدريب والتدريب بالأسلحة النارية لمجندي الشرطة الجدد. الأكاديمية تتعد مجندي الشرطة، لكي يستخدمونها بعد التخرج.

## أكاديميات الشرطة بحسب البلد

### تركيا
تأسست أول أكاديمية للشرطة في تركيا عام 1937 لتدريب ضباط الشرطة. وفي عام 1938، افتتحت كلية للشرطة في أنقرة، لإعداد الطلاب لأكاديمية الشرطة. اليوم تدرب الأكاديمية عناصر الشرطة في 26 مدرسة في مناطق مختلفة من تركيا. بينما تدرب الأكاديمية الوحيدة في أنقرة ضباط الشرطة.

### الإمارات العربية المتحدة
في الإمارات، إما أن تدرب كل إمارة عناصر شرطتها أو أن تجلب قوات مدربة من إمارة أخرى. يوجد أكاديمتين أساسيتين، تقع الأولى في أبو ظبي والثانية في دبي.

#### دبي
تأسست أكاديمية شرطة دبي في عام 1987 حيث كان لها بعض الاستقلالية عن المركز الرئيسي لشرطة دبي. افتتحت بشكل كامل في عام 1989 بحضور الشيخ مكتوم بن راشد آل مكتوم. في عام 1992، أصبحت الشهادات المعطاة تساوي الشهادات الجامعية.

## وصلات خارجية
- Académie de police على يوتيوب.
- Police Academy
- Law Enforcement Forum.
- The Iowa Law Enforcement Academy web site
- Police Academy
- Police Academy
- California Commission on Peace Officer Standards and Training
- Police Academy
- Police Academy
- Police Academies
- Police College
- Police College